# Landschaftsschutzgebiet Henninghauser Bach und Zufluss zwischen Quellbereich bei Wohnplatz Herscheid und Bockheim

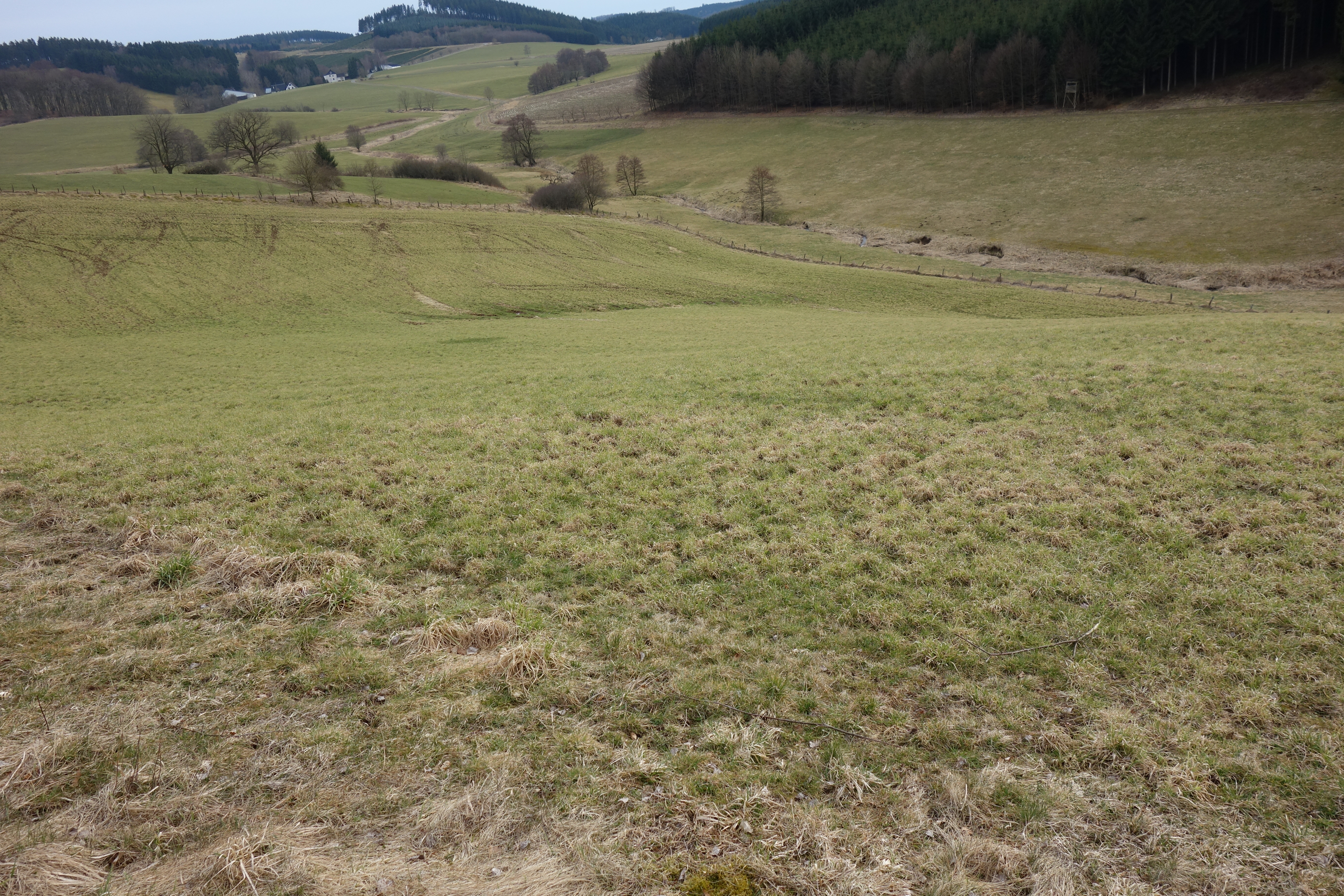
Landschaftsschutzgebiet Henninghauser Bach und Zufluss zwischen Quellbereich bei Wohnplatz Herscheid und Bockheim

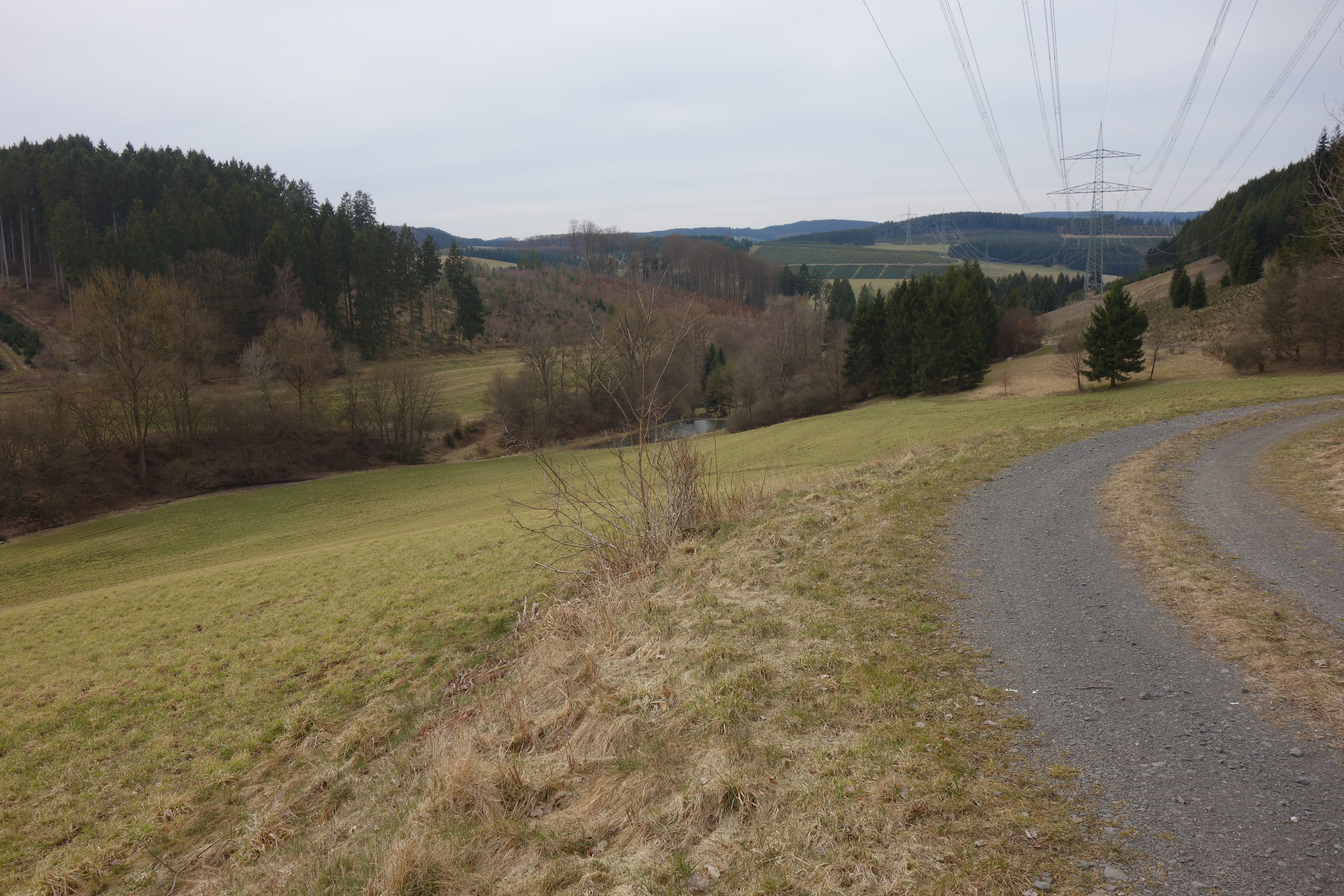
Nordbereich des LSG

Das Landschaftsschutzgebiet Henninghauser Bach und Zufluss zwischen Quellbereich bei Wohnplatz Herscheid und Bockheim mit 38,8 ha Größe liegt im Gemeindegebiet von Eslohe. Das Gebiet wurde 2008 vom Kreistag des Hochsauerlandkreises mit dem Landschaftsplan Eslohe als Landschaftsschutzgebiet (LSG) ausgewiesen. Das LSG wurde als LSG vom Typ C, Wiesentäler, Schutz bedeutsamer Extensivgrünländer, ausgewiesen. Im Gemeindegebiet Eslohe gibt es auch ein LSG vom Typ A, Allgemeiner Landschaftsschutz, 35 Landschaftsschutzgebiete vom Typ B Ortsrandlagen, Offenland- und Kulturlandschaftsschutz und 42 weitere vom Typ C. Das LSG gehört zum Naturpark Sauerland-Rothaargebirge bzw. bis 2015 zum Naturpark Homert. Das LSG besteht aus zwei Teilflächen.

## Beschreibung
Im LSG liegt ein Wiesental mit dem naturnahen Verlauf des Henninghauser Bach und Zufluss südlich und nördlich von Henninghausen. Auch der Quellbereich liegt im LSG. Das Dorf Henninghausen zerteilt das LSG. Der Bach ist abschnittsweise mit einem Gehölzsaum ausgestattet.

## Schutzzweck
Die Ausweisung erfolgte zur Erhaltung, Ergänzung und Optimierung eines Grünlandbiotop-Verbundsystems in den Talauen und den Magergrünland-Gesellschaften in den Naturschutzgebieten, damit Tiere und Pflanzen Wanderungs- und Ausbreitungsmöglichkeiten behalten, und dem Erhalt der Vorkommen geschützter Vogelarten sowie dem Schutz artenreicher Pflanzengesellschaften.

## Rechtliche Vorschriften
Wie in den anderen Landschaftsschutzgebieten im Gemeindegebiet besteht im LSG ein Verbot, Bauwerke zu errichten. Vom Verbot ausgenommen sind Bauvorhaben für Gartenbaubetriebe, Land- und Forstwirtschaft. Die Untere Naturschutzbehörde kann Ausnahmegenehmigungen für Bauten aller Art erteilen. Wie in den anderen Landschaftsschutzgebieten vom Typ C im Landschaftsplangebiet Eslohe besteht in diesem LSG ein Umwandlungsverbot von Grünland und Grünlandbrachen in Acker oder andere Nutzungsformen. Eine Erstaufforstung und eine Anlage von Weihnachtsbaumkulturen ist verboten. Eine maximal zweijährige Ackernutzung innerhalb von zwölf Jahren ist erlaubt, falls damit die Erneuerung der Grasnarbe vorbereitet wird. Dies gilt als erweiterter Pflegeumbruch. Beim erweiterten Pflegeumbruch muss ein Mindestabstand von fünf Metern vom Mittelwasserbett eingehalten werden.
Wie in allen Landschaftsplangebieten vom Typ B und Typ C im Gemeindegebiet besteht das Gebot, das LSG durch landwirtschaftliche Nutzung oder durch Pflegemaßnahmen von einer Bewaldung freizuhalten.